# Saint George (São Vicente e Granadinas)
Saint George é uma paróquia de São Vicente e Granadinas localizada na ilha de São Vicente. Sua capital é a cidade de Kingstown. A população da paróquia estimada para 2000 era de 51.400 habitantes.
A paróquia de Saint George inclui as distantes ilhotas Milligan Cay e Young Island.